# Ángel Gallardo
Ángel Gallardo (29 juli 1943) is een Spaanse golfprofessional. 

## Carrière
Gallardo speelde vanaf 1972 tot en met 1982 op de Europese PGA Tour. In die elf seizoenen stond hij steeds in de top 100, en in 2007 bereikte hij de tiende plaats.
Hij heeft op de Europese Tour één overwinning behaald, het Italiaans Open op Monticello. Vijf jaar voor de oprichting van de Tour won hij in 1967 ook het Portugees Open.
Gallardo is vicepresident van de Europese Tour.

## Gewonnen
- 1967: Portugees Open
- 1977: Italiaans Open